# 1989 CP
1989 CP är en asteroid i huvudbältet som upptäcktes den 5 februari 1989 av de båda japanska astronomerna Masaru Arai och Hiroshi Mori vid Yorii-observatoriet i Japan.
Asteroiden har en diameter på ungefär 5 kilometer och den tillhör asteroidgruppen Nysa.